# Quenast
Quenast (Nederlands: Kenast; Waals: Kinåsse) is een dorp in de Belgische provincie Waals-Brabant en een deelgemeente van Rebecq. Tot 1 januari 1977 was het een zelfstandige gemeente. Het dorp ligt aan de Zenne. In de deelgemeente liggen enkele gehuchten, waaronder Le Coin Perdu en Le Petit Bruxelles.

## Bezienswaardigheden
- De Sint-Martinuskerk (Église Saint-Martin) is een neoclassicistisch kerkgebouw van 1854. De kerk bezit een orgelkast van 1598 die afkomstig is van de SSint-Bartolomeüskerk te Luik
- Het Château du Bois-d'Enghien is een in eclectische trant gebouwd kasteel van begin 20e eeuw.

## Natuur en landschap
Op het grondgebied van de deelgemeente bevinden zich twee bossen: het Bos van Neppe en het Bos van Chenois.
In Quenast kan men de vulkanische gesteenten terugvinden die ontstonden tijdens de Caledonische plooiing. Met name het porfier wordt in een zeer grote steengroeve gewonnen die 800 bij 1200 meter omvang heeft en tot de grootste van Europa behoort. Met de winning werd reeds in de 16e eeuw begonnen. Vooral in de 19e eeuw nam de activiteit sterk toe vanwege de behoefte aan wegverharding. Anno 2024 werken er 60 mensen en wordt er jaarlijks 1800 kton aan porfier gewonnen.
Quenast ligt aan de Zenne. De hoogte aan de kerk bedraagt 54 meter terwijl de Zenne op 44 meter hoogte ligt.

## Demografische ontwikkeling
- Bronnen:NIS, Opm:1831 tot en met 1970=volkstellingen, 1976= inwonersaantal op 31 december

## Economie
Het dorp is vooral bekend om zijn porfiergroeve die de grootste dagbouwgroeve van Europa is.
Ook Brouwerij Lefebvre, bekend om zijn typische bieren (onder andere Barbãr en Blanche de Bruxelles), is in Quenast gevestigd.

## Sport
In 2002 werd een zelden geopende wielerbaan in het dorp gebouwd.

## Nabijgelegen kernen
Rebecq, Wisbecq, Tubize
Deelgemeenten: Bierk (Bierghes) · Roosbeek (Rebecq-Rognon) · Quenast

Overige kernen: Rognon · Wisbecq

Belgische gemeenten · Arrondissement Nijvel · Waals-Brabant · Wallonië